# Смбат I
Смбат I (арм. Սմբատ  I) (ок. 850—914) — царь Армении в 890—913/914 годах. Представитель династии Багратидов.

## Биография
Сын Ашота I Смбат I продолжил политику своего отца, в частности, политику сильной централизованной власти. Расширил пределы армянского государства. Как и его отец, был признан Византией в качестве «архонта архонтов». Это свидетельствует о том, что Смбат владел доминантной властью по отношению к остальным правителям Закавказья.
Власти Смбата I противостоял род Арцруни, а арабское правительство делало всё, чтобы помешать процветанию сильной централизованной армянской государственности. Из-за этих противодействующих сил, Смбату не удалось завоевать Двин и объявить его столицей. Не удалось и покончить с властью Арцруни в Васпуракане. Саджидский эмир Юсуф ибн-Абу-с-Садж решил воспользоваться конфликтом Багратидов и Арцруни и у него получилось перетянуть Арцруни на свою сторону. В 908 году он от имени халифа, назло Багратидам, назначил Гагика Арцруни царём и тот вступил на армянский трон. Против Смбата были настроены и прочие князья. Таким было положение в Армении, когда Юсуф со своим войском вошёл в Армению. Смбат I со своим маленьким отрядом закрылся в крепости Капуйт («Синей крепости»), но после долгой блокады он был вынужден сдаться, в частности потому, что прочие армянские князья оставили его. По приказу Юсуфа в 914 году Смбат был обезглавлен, а его тело было распято на кресте в Двине.
Ибн Хаукаль (X в.) говоря о владениях армянского царя отмечал:
Дорога из Барда до Двина пересекает Армению, а все деревни и города на этом участке принадлежат к царству армянина Смбата